# Licantén
Licantén est une commune du Chili faisant partie de la province de Curicó elle-même rattachée à la région du Maule. La superficie de la commune est de 273 km² et sa population en 2012 était de 6 689 habitants.

Position de Licantén (en rouge) au sein de la région du Maule.